# West Lake Hills, Texas
West Lake Hills là một thành phố thuộc quận Travis, tiểu bang Texas, Hoa Kỳ. Năm 2010, dân số của xã này là 3063 người.